# Sveta Lucija
Sveta Lucija is een plaats in de gemeente Oprtalj in de Kroatische provincie Istrië. De plaats telt 41 inwoners (2001).